# Java (revue)
Pour les articles homonymes, voir Java.
La revue Java, dont le sous-titre du premier numéro était « revue de mauvais genre », a été créée au printemps 1989 par Jean-Michel Espitallier et Jacques Sivan, lesquels seront bientôt rejoints par Vannina Maestri.

## Historique
En seize ans et 25 numéros, Java s’est spécialisée dans l'analyse de la poésie contemporaine.
Son objectif clairement affiché fut de proposer de nouvelles lectures des avant-gardes et plus largement des grands aînés, proches (Dominique Fourcade, Denis Roche, Valère Novarina, Bernard Heidsieck, etc.) ou plus lointains (Raymond Roussel, le mouvement Cobra néerlandais, les Objectivistes américains, etc.) en même temps que de publier la génération des poètes nés autour de 1960 et travaillant dans une voie expérimentale, refusant notamment les sirènes du lyrisme autant que la lourdeur des avant-gardes. Fort peu théorique à ses débuts, Java s'imposa comme une revue légère, joueuse, mais très cohérente dans ses recherches et dans ses choix, tout en affichant une frivolité de surface que résume assez bien son titre. La plupart de la nouvelle génération des poètes qui émergèrent dans les années 1990 (Christophe Tarkos, Charles Pennequin, Katalin Molnar, Nathalie Quintane, Christophe Fiat, Anne-James Chaton, etc.) sont passés par Java et souvent trouvèrent dans cette revue un premier lieu de publication. Mais elle ouvrit aussi de nouveaux champs de réflexion (écriture/musique, texte et couleur, création radio, etc.).
Pour ses dix ans, la revue sortit un numéro vidéo, organisa des évènements, lectures, performances, débats, partout en France et même dans quelques pays étrangers (villa Médicis, Rome, 1999, Teachers & Writters, New York, 2000, etc.). La revue a reçu le prix de la revue de création en 1998. En 2005, Espitallier, Maestri et Sivan décident de mettre un terme à l'aventure et organisent en 2006 deux soirées de clôture intitulées Java's not dead (IMEC, Caen) et Java's not not dead (Point éphémère, Paris) dont le caractère atypique et le mélange des genres (lectures, performances, débat, musique expérimentale, électro, post-punk) révèlent une dernière fois, en beauté, l'intense bouillonnement de cette expérience originale qui dura plus de quinze ans.
Mais son activité ne s'arrêtait pas à la seule publication de revue. En parallèle de la revue, Java publia aussi quelques petits essais (collection « Les Petits Essais » qui accueillit Yves di Manno, Jacques Sivan, Jean-Marie Gleize, Arnaud Labelle-Rojoux, etc.) réfléchissant théoriquement les enjeux contemporains de la  poésie et au-delà.
Les archives de Java ont été déposées à l'IMEC en 2022.

## Numéros de la revue
- no 1. Guglielmi, Zanzotto, Ernaux, Dossier Maulpoix, etc.
- no 2. Géraud, Portugal, Lucot, Jouet, Dossier Joyce, etc.
- no 3. Butor, Trakl, Giraudon, Dossier Parant, etc.
- no 4. Dossier Objectivistes américains.
- no 5. Safran, Buisine, Demarcq, Dossier Prigent, etc.
- no 6. Dossier Fluxus.
- no 7. Dossiers Episcopi & Rimbaud.
- no 8. Dossier Valère Novarina & image/écriture.
- no 9. Dossiers Denis Roche & Pasolini.
- no 15. Dossiers Ghérasim Luca & Joseph Guglielmi.
- no 16. Attention travaux ! Beck, Grangaud, Molnar, etc.
- no 10. Dossiers Carlo Emilio Gadda, Charles Duits, .Dossier OuPeinPo.
- no 11. Nathalie Quintane, Christophe Tarkos, Jacques Roubaud, Bernard Noël, etc. Dossier Henri Deluy.
- no 12. Bernard Heidsieck, John Giorno, Julien Blaine, etc.

Dossiers Roussel & création radiophonique. 
- no 13. Vannina Maestri, Claude Pélieu, Pierre Alféri, etc.

Dossiers Olivier Cadiot & Le cut-up.
- no 14. Velemir Khlebnikov, Antoine Graziani, Jacques Demarcq, etc. Dossier Maurice Roche.
- no 17. Dossier Dominique Fourcade.
- no 18/19. Dossiers E. Savitskaya & J. Rothenberg.
- no 20. Les Ateliers d’écriture. Vidéo réalisée par Pascale Bouhénic. Avec Beck, Cadiot, Espitallier, Fourcade, Grangaud, Heidsieck, Maestri, Novarina, Pennequin, Prigent, Quintane, Sivan, Tarkos.
- no 21/22. Hugo Ball, Anne-James Chaton, Christophe Fiat, Emmanuel Rabu, Éric Suchère, Charles Pennequin, John Cage, etc.

Dossiers jeune poésie américaine & Hubert Lucot.
- no 23/24. Gertrude Stein, Jacques Donguy, Sylvain Courtoux, etc.

Dossiers CobrAmsterdam & Jean-François Bory. 
- no 25/26. Dossier écriture & musique, poésie & espace, etc
- no 27/28. Dossiers Lars Fredrikson, poésie suédoise, Julien Blaine, et Joël Hubaut.